# Гавриленко Софія Василівна
Софія Василівна Гавриленко  — українська радянська діячка, заслужений вчитель школи УРСР, вчителька Малинської середньої школи № 1 Малинського району Житомирської області. Депутат Верховної Ради УРСР 4—5-го скликань.

## Життєпис
Народилася у родині сільського вчителя. Після закінчення середньої школи працювала вчителькою сільської початкової школи. У 1922—1925 роках — студентка Житомирського інституту народної освіти.
У 1925—1930 роках — вчителька природознавства і хімії Троянівської семирічної школи Троянівського району Житомирщини. У 1930—1941 роках — вчителька хімії Малинської середньої школи Малинського району Житомирщини.
Під час німецько-радянської війни перебувала в евакуації.
З 1944 року — вчителька хімії Малинської середньої школи № 1 Малинського району Житомирської області.
Потім — на пенсії.

## Нагороди
- орден Леніна
- заслужений вчитель школи УРСР
- медалі